# Герман Лаут
Герман Лаут (нім. Hermann Lauth; 10 листопада 1920, Гофгайм — 2008) — німецький офіцер-підводник, оберлейтенант-цур-зее крігсмаріне.

## Біографія
1 грудня 1939 року вступив на флот. З 1 травня по 23 листопада 1941 року пройшов практику вахтового офіцера на підводному човні, з 24 листопада 1941 по 13 березня 1942 року — курс підводника. З 14 по 23 березня 1942 року — командир взводу 2-го навчального дивізіону підводних човнів, після чого продовжив курс підводника. З 19 травня 1942 року — командир взводу 1-го навчального дивізіону підводних човнів. В грудні 1942 року направлений на будівництво підводного човна U-959. З 21 січня 1943 по квітень 1944 року — 1-й вахтовий офіцер на U-959, на якому взяв участь в одному поході у Північне море (22 лютого — 20 березня 1944). З 6 травня по 30 червня 1944 року пройшов курс командира човна. З 3 липня 1944 року — командир U-1005, на якому здійснив 2 походи (разом 42 дні в морі). 13 травня 1945 року здався британським військам в Бергені.

## Звання
- Кандидат в офіцери (1 грудня 1939)
- Морський кадет (1 травня 1940)
- Фенріх-цур-зее (1 листопада 1940)
- Оберфенріх-цур-зее (1 листопада 1941)
- Лейтенант-цур-зее (1 квітня 1942)
- Оберлейтенант-цур-зее (1 грудня 1943)

## Нагороди
- Нагрудний знак мінних тральщиків (8 січня 1941)
- Залізний хрест
  - 2-го класу (17 березня 1944)
  - 1-го класу (26 березня 1945)
- Нагрудний знак підводника (26 березня 1945)